# 강화최씨 열녀각
강화최씨 열녀각은 충청북도 청주시 흥덕구에 있다. 2015년 4월 17일 청주시의 향토유적 제91호로 지정되었다.

## 개요
1676년 겅주이씨 이선소의 처 강화최씨의 정절을 기리기 위해 세운 정려각이다.